# Roger Deakins
Roger Alexander Deakins CBE (sinh ngày 24 tháng 5 năm 1949) là một nhà quay phim người Anh, nổi tiếng với những lần hợp tác với các đạo diễn như anh em nhà Coen, Sam Mendes và Denis Villeneuve. Deakins đã được nhận vào cả Hiệp hội các nhà quay phim Anh Quốc và Hiệp hội các nhà quay phim Hoa Kỳ. Ông đã nhận được năm giải BAFTA cho Quay phim xuất sắc nhất và hai giải Oscar cho Quay phim xuất sắc nhất từ mười lăm đề cử. Các tác phẩm nổi tiếng nhất của ông bao gồm The Shawshank Redemption, Fargo, O Brother, Where Art Thou?, Một tâm hồn đẹp, Tử địa Skyfall, Ranh giới, Tội phạm nhân bản 2049 và 1917, trong đó hai tác phẩm Tội phạm nhân bản 2049 và 1917 đã mang về cho ông các giải Oscars.
Là một cựu sinh viên của Trường Điện ảnh và Truyền hình Quốc gia, nhằm vinh danh "những đóng góp xuất sắc cho ngành công nghiệp điện ảnh và truyền hình Anh Quốc", Deakins đã được vinh dự bầu làm Thành viên danh dự của trường. Deakins đã nhận được Giải Thành tựu trọn đời từ Hiệp hội các nhà quay phim Hoa Kỳ vào năm 2011, và vào năm 2013, ông đã được Cung điện trao tặng Huân chương Đế quốc Anh cho những đóng góp của mình. Trong lễ Cá nhân Danh dự Năm mới 2021 của Nữ hoàng Anh, ông được phong tước Cử nhân Hiệp sĩ.

## Tiểu sử
Deakins sinh ra ở Torquay, thuộc hạt Devon của Anh. Cha ông điều hành một công ty xây dựng, trong khi mẹ ông là một nữ diễn viên và họa sĩ nghiệp dư. Deakins theo học Trường Ngữ pháp Nam sinh Torquay, Ông học vẽ từ khi còn bé và sau đó đăng ký vào Học viện Nghệ thuật Bath ở Bath, Somerset, nơi ông học thiết kế đồ họa. Trong thời gian học tập tại Bath, Deakins đã phát triển niềm đam mê nhiếp ảnh; ông thường nhắc tới nhiếp ảnh gia Roger Mayne – người lúc đó là giảng viên khách mời tại học viện – làm nguồn cảm hứng chính cho các tác phẩm của mình.
Sau khi tốt nghiệp đại học, Deakins nộp đơn vào Trường Điện ảnh Quốc gia lúc đó mới mở cửa, nhưng bị từ chối nhập học vì phong cách nhiếp ảnh của ông được cho là không đủ "chất điện ảnh". Ông dành cả năm sau đó để lang thang ở những vùng nông thôn, chụp ảnh cuộc sống nông thôn ở Bắc Devon, và cuối cùng được nhận vào Trường Điện ảnh Quốc gia vào năm 1972. Đạo diễn Michael Radford là một trong những người bạn của Deakins tại ngôi trường này.

## Sự nghiệp

### 1977–1982: Bắt đầu sự nghiệp
Sau khi tốt nghiệp, Deakins tìm được công việc quay phim, hỗ trợ công tác sản xuất cho các dự án trong khoảng bảy năm. Một dự án ban đầu của ông có tựa đề Around the World with Ridgeway, với công việc ghi hình cho một chuyến đi kéo dài 9 tháng trên du thuyền với tư cách là người tham gia Cuộc đua vòng quanh thế giới Whitbread. Deakins được thuê để quay hai bộ phim tài liệu ở Châu Phi. Tác phẩm đầu tiên là Zimbabwe, là một phim tài liệu về Chiến tranh Rhodesian Bush, còn tác phẩm thứ hai là Eritrea – Behind Enemy Lines, mô tả Chiến tranh giành độc lập Eritrean, Ông cũng thực hiện ghi hình các phim tài liệu về nhân chủng học ở Ấn Độ và Sudan.
Trong suốt những năm cuối thập niên 1970 và đầu thập niên 1980, Deakins đã tham gia vào một số dự án liên quan đến âm nhạc, bao gồm Blue Suede Shoes, một bộ phim tài liệu âm nhạc về bối cảnh của dòng nhạc rockabilly của Anh, bộ phim nhạc kịch Van Morrison in Ireland và bộ phim ca nhạc Return to Waterloo của Ray Davies. Ông cũng đã thực hiện các video ca nhạc ngắn cho Herbie Hancock, Eric Clapton, Marvin Gaye, Tracey Ullman, Madness, Level 42 và Meat Loaf.

### 1983–2007: Những thành công đầu tiên
Dự án điện ảnh chính kịch đầu tiên của Deakins là loạt phim truyền hình ngắn có tựa đề Wolcott – kể về một thám tử da đen làm việc ở khu East End của Luân Đôn. Công tác ghi hình cho loạt phim truyền hình ngắn này đã gây ấn tượng với người bạn học cũ và cộng sự thường xuyên của ông là Michael Radford, và đạo diễn này đã đã mời Deakins tham gia dự án phim kịch tính đầu tiên của cả hai, mang tên Another Time, Another Place (1983). Tác phẩm được công chiếu tại Liên hoan phim Cannes và được đón nhận nồng nhiệt; sau đó, Deakins và Radford lại hợp tác với nhau trong Nineteen Eighty-Four (1984), dựa trên cuốn tiểu thuyết 1984 của nhà văn George Orwell; bộ phim được đánh giá cao nhờ màu phim táo bạo, khác thường nhờ sử dụng một kỹ thuật đặc biệt. Deakins là nhà quay phim Viễn Tây đầu tiên sử dụng kỹ thuật này, kể từ đó nó đã trở nên phổ biến và xuất hiện trong các bộ phim như Seven (1995) và Giải cứu binh nhì Ryan (1998). Trong suốt những năm 1980, Deakins tiếp tục làm việc ở Anh với tư cách là nhà quay phim cho các bộ phim như Defense of the Realm (1986), Sid and Nancy (1986), White Mischief (1987), Stormy Monday (1988) và Pascali's Island (1988).
Năm 1991, Deakins bắt đầu hợp tác lâu dài với anh em nhà Coen từ dự án Barton Fink. Anh em nhà Coen đã rất ấn tượng với những đóng góp của Deakins và đã tìm đến ông sau khi người cộng sự trước đây của họ là Barry Sonnenfeld rời đi để theo đuổi sự nghiệp đạo diễn. Phim đã giành giải Cành cọ vàng từ Liên hoan phim Cannes 1991 và Đạo diễn xuất sắc nhất cho bộ đôi đạo diễn nhà Coen, đồng thời mang về cho Deakins nhiều giải Quay phim xuất sắc nhất từ các hiệp hội phê bình phim của New York, Chicago và Los Angeles. Năm 1994, năm Deakins được nhận vào Hiệp hội các nhà quay phim Hoa Kỳ. Ông là nhà quay phim cho The Shawshank Redemption, bộ phim đã mang về cho ông đề cử giải Oscar đầu tiên cho Quay phim xuất sắc nhất và Giải thưởng của Hiệp hội các nhà quay phim Hoa Kỳ đầu tiên. Ông cũng nhận thêm hai đề cử giải Oscar trong thập kỷ đó cho Fargo (1996) và Kundun (1997).
Đối với tác phẩm O Brother, Where Art Thou? (2000) của anh em nhà Coen, Deakins đã dành khoảng hai tháng để chỉnh sửa phần hình ảnh, biến phong cảnh Mississippi xanh tươi thành một màu vàng cháy của mùa thu và khử màu cho phần hình ảnh tổng thể. Thành tích này đã đưa O Brother, Where Art Thou? trở thành phim điện ảnh đầu tiên được chỉnh màu kỹ thuật số toàn bộ, mang về cho Deakins đề cử giải Oscar thứ tư. Năm kế đó, với tác phẩm The Man Who Was not There (2001) của anh em nhà Coen, Deakins đã nhận được đề cử Oscar thứ năm và giành được giải BAFTA đầu tiên cho Quay phim xuất sắc nhất.

### 2008–nay: Sự công nhận rộng rãi

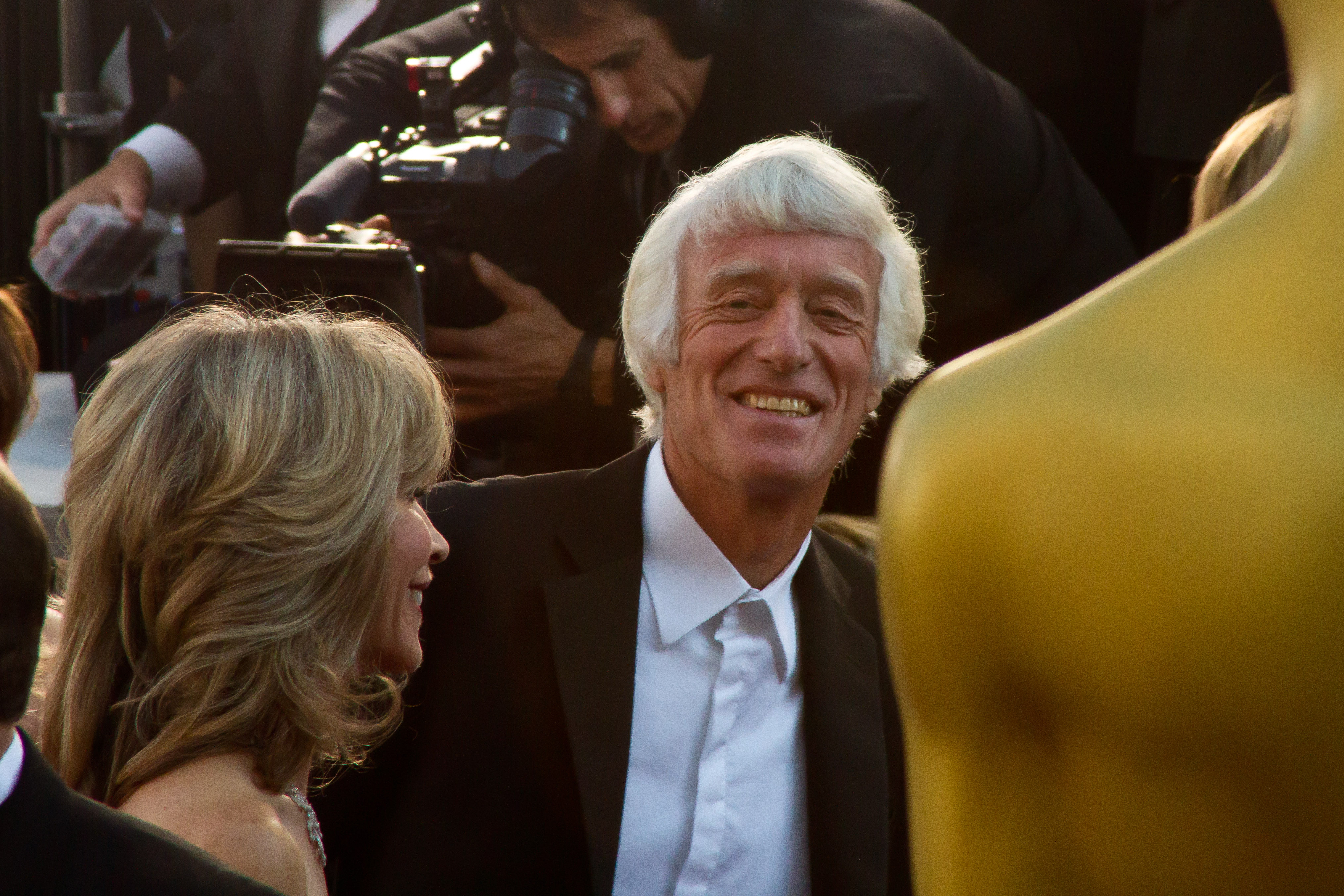
Deakins tại Lễ trao giải Oscar lần thứ 83 vào tháng 2 năm 2011

Năm 2008, Deakins nhận được đề cử Oscar thứ sáu và thứ bảy cho The Assassination of Jesse James by the Coward Robert Ford (2007) và Không chốn dung thân (2007). Ông là nhà quay phim đầu tiên đạt được thành tích này kể từ Robert Surists, người được hai đề cử cùng lúc cho The Last Picture Show và Summer of '42 năm 1972. Deakins từng là đạo diễn hình ảnh cho The Reader (2008) của Stephen Daldry nhưng đã bỏ dở dự án giữa chừng do sự chậm trễ và các cam kết trước đó; vai trò này sau đó được Chris Menges thay thế. Hai nhà quay phim đã nhận được một đề cử chung cho Quay phim xuất sắc nhất tại Giải Oscar lần thứ 81. Deakins tiếp tục làm việc với bộ đôi nhà Coen trong Báo thù (2010). Đây là lần hợp tác thứ 11 của cả ba, và dự án này đã giúp ông nhận được đề cử Oscar thứ chín trong sự nghiệp.
Deakins đã ký hợp đồng với tư cách là nhà quay phim cho Tử địa Skyfall (2012) – trước đó đã làm việc với đạo diễn Sam Mendes trong hai dự án Jarhead (2005) và Revolutionary Road (2008). Công việc trong Tử địa Skyfall giúp Deakins đã nhận được một đề cử giải Oscar khác cho Quay phim xuất sắc nhất, nhưng lại để thua Claudio Miranda của Cuộc đời của Pi – đây là lần đề cử thứ mười ông không giành chiến thắng. Ngoài các tác phẩm người đóng, Deakins còn là nhà tư vấn hình ảnh và quay phim cho tác phẩm hoạt hình Rango (2011), đồng thời cũng là nhà tư vấn hình ảnh về các tính năng hoạt hình cho các dự án Rô-bốt biết yêu (2008), Mèo đi hia (2011), Sự trỗi dậy của các Vệ thần (2012), Croods (2013), bộ ba phim Bí kíp luyện rồng (2010, 2014 và 2019) và Vivo (2021).
Deakins bắt đầu làm việc với đạo diễn Denis Villeneuve từ dự án Lần theo dấu vết (2013). Cả hai tiếp tục hợp tác trong Ranh giới (2015) và Tội phạm nhân bản 2049 (2017), trong đó Deakins nhận được đề cử Oscar cho cả ba bộ phim. Tác phẩm Tội phạm nhân bản 2049 đã giúp Deakins đã nhận được giải Oscars cho Quay phim xuất sắc nhất đầu tiên trong sự nghiệp – đây là lần đề cử thứ mười bốn của ông. Deakins tái hợp với Sam Mendes trong bộ phim chiến tranh 1917 (2019), được quay và chỉnh sửa theo phong cách one-shot. Với vai trò này, ông đã nhận được giải Oscars thứ hai trong lần đề cử thứ mười lăm của mình.

## Giải thưởng

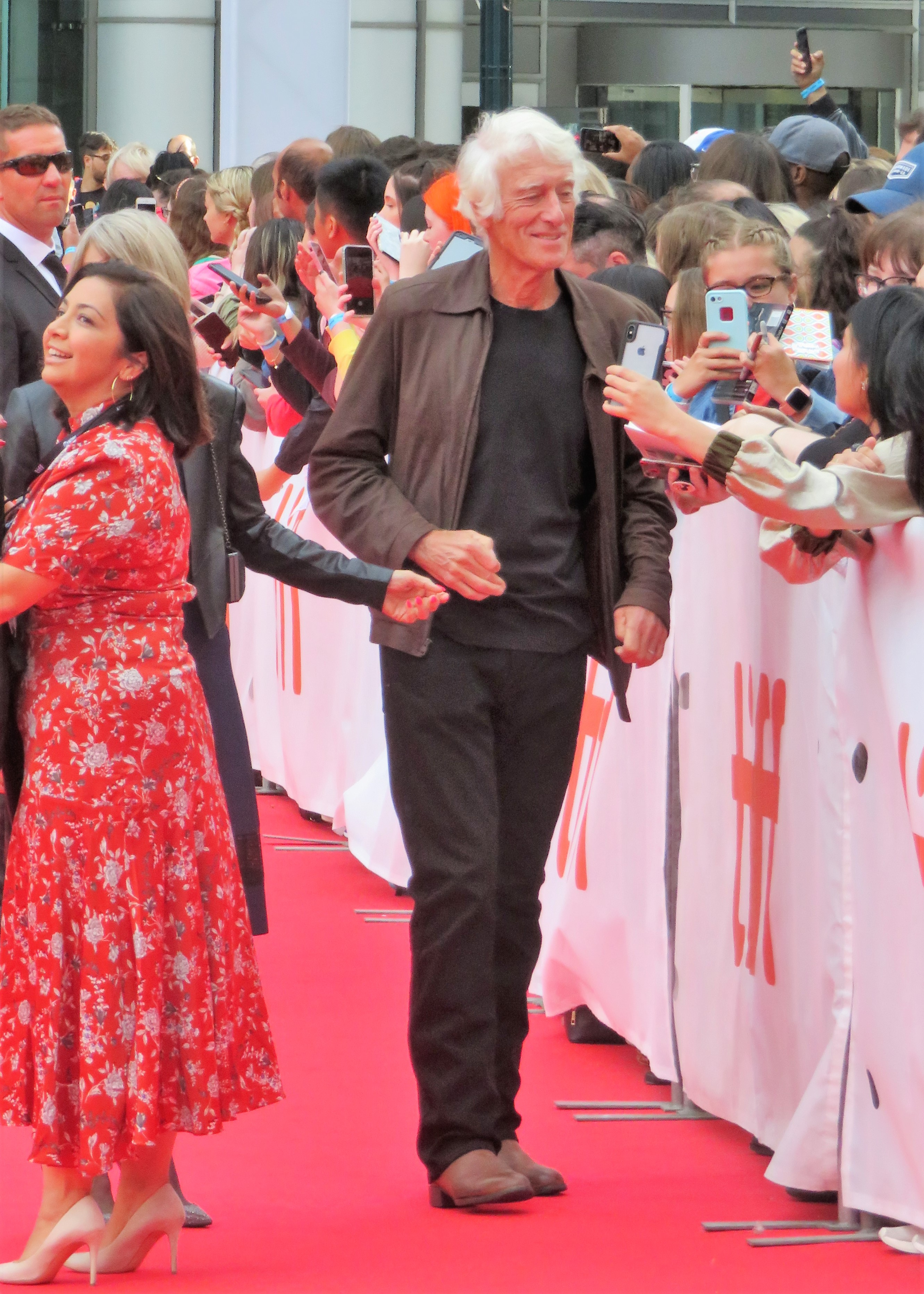
Deakins tại Liên hoan phim quốc tế Toronto 2019 cho buổi ra mắt phim The Goldfinch

Tính đến năm 2021, Roger Deakins đã mười lăm lần được đề cử cho giải Oscar, trong đó có hai lần giành được giải Oscar cho Quay phim xuất sắc nhất – trong lần đề cử thứ mười bốn và mười lăm – cho Tội phạm nhân bản 2049 (2017) và 1917 (2019). Ông đã được vinh danh là Thành viên danh dự từ ngôi trường cũ mà ông theo học – Trường Điện ảnh và Truyền hình Quốc gia ở Beaconsfield, Buckinghamshire, ghi nhận cho "những đóng góp xuất sắc cho ngành công nghiệp điện ảnh và truyền hình Anh Quốc" vào ngày 28 tháng 2 năm 2020. Deakins đã nhận được năm giải BAFTA cho Quay phim xuất sắc nhất cho The Man Who Was not There (2001), Không chốn dung thân (2007), Báo thù, Tội phạm nhân bản 2049 (2017) và 1917 (2019). Ngoài ra, hai bộ phim mà ông đảm nhiệm vai trò ghi hình là Fargo (1996) và A Serious Man (2009) cũng đã giành được giải Tinh thần độc lập cho Quay phim xuất sắc nhất.
Ông đã nhận được Giải Lumière của Hiệp hội Nhiếp ảnh Hoàng gia cho những thành tựu lớn trong quay phim, video hoặc hoạt hình vào năm 2009. Ủy ban Quốc gia về Phê bình Điện ảnh, một nhóm các nhà phê bình có trụ sở tại New York có tổ chức từ năm 1909, đã vinh danh Deakins vào năm 2007 với giải Thành tựu sự nghiệp trong lĩnh vực quay phim. Deakins tiếp tục nhận được Gi Thành tựu trọn đời của Hiệp hội các nhà quay phim Hoa Kỳ và Hiệp hội các nhà quay phim Anh Quốc lần lượt vào năm 2011 và 2015. Deakins được nhận huân chương Chỉ huy của Đế quốc Anh (CBE) trong Cá nhân Danh dự Sinh nhật 2013 cho những đóng góp ở mảng điện ảnh. Ông cũng được phong tước Cử nhân Hiệp sĩ trong lễ Cá nhân Danh dự Năm mới 2021.

## Đánh giá chuyên môn
Roger Deakins được coi là một trong những nhà quay phim vĩ đại và có ảnh hưởng nhất mọi thời đại. Những thành quả ổn định của ông khiến nhà quay phim Robert Elswit nói đùa rằng Hiệp hội các nhà quay phim Hoa Kỳ nên thành lập một giải thưởng đặc biệt cho "phim do Roger Deakins quay". Deakins từng nhận được 13 đề cử giải Oscar mà không chiến thắng một lần nào – đây vốn là một thực tế mà các nhà báo và nhà phê bình điện ảnh luôn than thở. Chiến thắng giải Oscar đầu tiên của ông trong lần đề cử thứ 14 cho Tội phạm nhân bản 2049 tại Giải Oscar lần thứ 90 đã được đưa tin rộng khắp và đón nhận rất nhiệt tình.
Deakins là một trong những nhà quay phim được kính trọng và được săn đón nhiều nhất trong lĩnh vực điện ảnh. Sự tham gia của ông trong một bộ phim có thể đảm bảo việc tuyển vai những ngôi sao đã thành danh. Ông được Tim Robbins khăng khăng mời về ghi hình cho dự án The Shawshank Redemption – trước đó Robbins đã làm việc với Deakins trong bộ phim The Hudsucker Proxy của anh em nhà Coen. Josh Brolin chỉ đồng ý tham gia vào dàn diễn viên của Ranh giới sau khi nghe tin Deakins cũng tham gia dự án. Khi Ryan Gosling nhận vai trong Tội phạm nhân bản 2049, anh cho biết sự tham gia của Deakins là một yếu tố khiến anh đưa ra quyết định này.

## Đời tư
Deakins kết hôn với Isabella James Purefoy Ellis vào ngày 11 tháng 12 năm 1991. Họ gặp nhau vào năm 1991 tại Los Angeles trên phim trường của Homicide do David Mamet đạo diễn – khi đó bà đang làm giám sát kịch bản. Hai người bắt đầu hẹn hò sau khi Homicide kết thúc quá trình sản xuất và kết hôn trong vòng sáu tháng. Kể từ đó, James Ellis đã "giám sát quy trình làm việc kỹ thuật số của nhiều bộ phim" và cả hai đã cùng làm việc trong nhiều dự án khác nhau, trong đó có The Goldfinch và 1917. Kể từ tháng 2 năm 2020, cả hai cư trú tại Kingswear, Devon và Santa Monica, California,
Deakins đã giữ một chiếc thuyền cho mình kể từ khi bắt đầu những hoạt động này với cha khi còn nhỏ – bao gồm một chiếc thuyền buồm và sau đó là một chiếc thuyền máy – và hiện ông đang giữ một chiếc ở quê nhà Torquay, nơi ông thường đến khi ở Anh. Khi ở Devon, ông thích chạy bộ và vẫn duy trì niềm đam mê chụp ảnh tĩnh. Năm 2021, Deakins phát hành một cuốn sách với tựa đề Byways, đăng tải những bức ảnh tĩnh đen trắng của mình.
Kể từ năm 2005, Deakins duy trì một trang web mà qua đó ông thường xuyên giao tiếp với người ngưỡng mộ và những người cùng ngành. Các hoạt động này bao gồm việc trả lời câu hỏi của người hâm mộ và đưa ra các mẹo quay phim. Kể từ tháng 4 năm 2020, ông và vợ đã cùng nhau thực hiện podcast Team Deakins, với các khách mời gồm Sam Mendes, John Crowley và Denis Villeneuve.

## Danh sách phim
| Năm  | Tựa đề                                                     | Đạo diễn             | Ghi chú                                 |
| ---- | ---------------------------------------------------------- | -------------------- | --------------------------------------- |
| 1977 | Cruel Passion                                              | Chris Boger          |                                         |
| 1979 | Van Morrison in Ireland                                    | Michael Radford      |                                         |
| 1980 | Blue Suede Shoes                                           | Curtis Clark         |                                         |
| 1983 | Another Time, Another Place                                | Michael Radford      |                                         |
| 1984 | Nineteen Eighty-Four                                       | Michael Radford      |                                         |
| 1984 | Return to Waterloo                                         | Ray Davies           |                                         |
| 1985 | Shadey                                                     | Philip Saville       |                                         |
| 1986 | Defence of the Realm                                       | David Drury          |                                         |
| 1986 | Sid and Nancy                                              | Alex Cox             |                                         |
| 1987 | Personal Services                                          | Terry Jones          |                                         |
| 1987 | White Mischief                                             | Michael Radford      |                                         |
| 1988 | Pascali's Island                                           | James Dearden        |                                         |
| 1988 | Stormy Monday                                              | Mike Figgis          |                                         |
| 1988 | The Kitchen Toto                                           | Harry Hook           |                                         |
| 1990 | Air America                                                | Roger Spottiswoode   |                                         |
| 1990 | Mountains of the Moon                                      | Bob Rafelson         |                                         |
| 1990 | The Long Walk Home                                         | Richard Pearce       |                                         |
| 1991 | Barton Fink                                                | Ethan & Joel Coen    |                                         |
| 1991 | Homicide                                                   | David Mamet          |                                         |
| 1992 | Passion Fish                                               | John Sayles          |                                         |
| 1992 | Thunderheart                                               | Michael Apted        |                                         |
| 1993 | The Secret Garden                                          | Agnieszka Holland    |                                         |
| 1994 | The Hudsucker Proxy                                        | Ethan & Joel Coen    |                                         |
| 1994 | The Shawshank Redemption                                   | Frank Darabont       | Đề cử giải Oscar đầu tiên               |
| 1995 | Dead Man Walking                                           | Tim Robbins          |                                         |
| 1996 | Courage Under Fire                                         | Edward Zwick         |                                         |
| 1996 | Fargo                                                      | Ethan & Joel Coen    |                                         |
| 1997 | Kundun                                                     | Martin Scorsese      |                                         |
| 1998 | The Big Lebowski                                           | Ethan & Joel Coen    |                                         |
| 1998 | The Siege                                                  | Edward Zwick         |                                         |
| 1999 | Anywhere but Here                                          | Wayne Wang           |                                         |
| 1999 | The Hurricane                                              | Norman Jewison       |                                         |
| 2000 | O Brother, Where Art Thou?                                 | Ethan & Joel Coen    |                                         |
| 2001 | Một tâm hồn đẹp                                            | Ron Howard           |                                         |
| 2001 | Dinner with Friends                                        | Norman Jewison       | Phim điện ảnh truyền hình               |
| 2001 | The Man Who Wasn't There                                   | Ethan & Joel Coen    |                                         |
| 2003 | House of Sand and Fog                                      | Vadim Perelman       |                                         |
| 2003 | Intolerable Cruelty                                        | Ethan & Joel Coen    |                                         |
| 2003 | Levity                                                     | Ed Solomon           |                                         |
| 2004 | The Ladykillers                                            | Ethan & Joel Coen    |                                         |
| 2004 | The Village                                                | M. Night Shyamalan   |                                         |
| 2005 | Jarhead                                                    | Sam Mendes           |                                         |
| 2007 | In the Valley of Elah                                      | Paul Haggis          |                                         |
| 2007 | Không chốn dung thân                                       | Ethan & Joel Coen    |                                         |
| 2007 | The Assassination of Jesse James by the Coward Robert Ford | Andrew Dominik       |                                         |
| 2008 | Doubt                                                      | John Patrick Shanley |                                         |
| 2008 | Revolutionary Road                                         | Sam Mendes           |                                         |
| 2008 | The Reader                                                 | Stephen Daldry       | Đồng đạo diễn hình ảnh với Chris Menges |
| 2009 | A Serious Man                                              | Ethan & Joel Coen    |                                         |
| 2010 | The Company Men                                            | John Wells           |                                         |
| 2010 | Báo thù                                                    | Ethan & Joel Coen    |                                         |
| 2011 | Thời khắc sinh tử                                          | Andrew Niccol        |                                         |
| 2011 | Rango                                                      | Gore Verbinski       |                                         |
| 2012 | Tử địa Skyfall                                             | Sam Mendes           |                                         |
| 2013 | Lần theo dấu vết                                           | Denis Villeneuve     |                                         |
| 2014 | Không khuất phục                                           | Angelina Jolie       |                                         |
| 2015 | Ranh giới                                                  | Denis Villeneuve     |                                         |
| 2016 | Hail, Caesar!                                              | Ethan & Joel Coen    |                                         |
| 2017 | Tội phạm nhân bản 2049                                     | Denis Villeneuve     |                                         |
| 2019 | The Goldfinch                                              | John Crowley         |                                         |
| 2019 | 1917                                                       | Sam Mendes           |                                         |
| –    | Empire of Light                                            | Sam Mendes           |                                         |